# Robert Buford Pippin
Robert Buford Pippin (Portsmouth, 14 settembre 1948) è un filosofo statunitense.
Insegna attualmente all'Università di Chicago, si è occupato perlopiù di studi storici e filosofici legati a Kant, Hegel e la filosofia tedesca.

### Opere (in italiano)
- Sull'autocoscienza in Hegel. Desiderio e morte nella fenomenologia dello spirito, Lecce, Pensa Multimedia, 2014. ISBN 978-88-6760-224-7

### Opere (in inglese)
- Kant's Theory of Form: An Essay on the 'Critique of Pure Reason', New Haven: Yale University Press, 1982.
- Marcuse: Critical Theory and The Promise of Utopia, eds. R. Pippin, A. Feenberg, C. Webel. MacMillan (Great Britain), Bergin and Garvey (USA), 1988.
- Hegel's Idealism: The Satisfactions of Self-Consciousness, Cambridge: Cambridge University Press, 1989.
- Modernism as a Philosophical Problem: On the Dissatisfactions of European High Culture, Oxford: Basil Blackwell, 1991.
- Idealism as Modernism: Hegelian Variations, Cambridge: Cambridge University Press, 1997.
- Henry James and Modern Moral Life, Cambridge: Cambridge University Press, 2000.
- Hegel on Ethics and Politics, eds. Robert Pippin and Otfried Höffe, Translated by Nicholas Walker, Introduction by Robert Pippin, Cambridge: Cambridge University Press, 2004.
- Die Verwirklichung der Freiheit, forward by Axel Honneth and Hans Joas, Frankfurt a.M.: Campus Verlag, 2005.
- The Persistence of Subjectivity: On the Kantian Aftermath, Cambridge, Cambridge University Press, 2005.
- Nietzsche, moraliste français: La conception nietzschéenne d'une psychologie philosophique, Paris: Odile Jacob, 2005.
- "Introduction" to Thus Spoke Zarathustra, and edited with Adrian del Caro, Cambridge: Cambridge University Press, 2006.
- Hegel's Practical Philosophy: Rational Agency as Ethical Life, Cambridge: Cambridge University Press, 2008.
- Nietzsche, Psychology, and First Philosophy, Chicago: University of Chicago Press, 2010.
- Hollywood Westerns and American Myth: The Importance of Howard Hawks and John Ford for Political Philosophy, New Haven: Yale University Press, 2010.
- Hegel on Self-Consciousness: Desire and Death in the Phenomenology of Spirit, Princeton: Princeton University Press, 2011.
- After the Beautiful: Hegel and the Philosophy of Pictorial Modernism, Chicago: University of Chicago Press, 2014.
- Interanimations: Receiving Modern German Philosophy, Chicago: University of Chicago Press, 2015.
- Hegel's Realm of Shadows: Logic as Metaphysics in Hegel's Science of Logic, Chicago: University of Chicago Press, 2018.
- The Culmination: Heidegger, German Idealism, and the Fate of Philosophy, Chicago: University of Chicago Press, 2024..

### Letteratura secondaria
- Luca Corti, Ritratti hegeliani, Roma, Carocci, 2014. ISBN 9788843071487